# 케니 오테가
케니 오테가(Kenny Ortega, 1950년 4월 18일 ~ )은 미국의 영화 감독이다.

## 참여 작품

### 영화
- 제너두 (영화)
- 마음의 저편
- 세인트 엘모의 열정
- 핑크빛 연인
- 페리스의 해방
- 더티 댄싱
- 살사 댄싱
- 뉴스보이 (영화)
- 호커스 포커스 (영화)
- 투 웡 푸
- 매직 스워드
- 하이 스쿨 뮤지컬: 졸업반
- 마이클 잭슨의 디스 이즈 잇

### 텔레비전
- 시카고 메디컬
- 그라운디드 포 라이프
- 앨리 맥빌
- 길모어 걸스
- 하이 스쿨 뮤지컬
- 치타 걸스 2
- 하이 스쿨 뮤지컬 2
- 피니와 퍼브
- 번헤드
- 디센던츠 (영화)
- 크레이지 엑스 걸프렌드
- 디센던츠 2
- 앤디 맥
- 디센던츠 3